# Pénzesgyőr
Pénzesgyőr [pénzešďér] je obec v Maďarsku v župě Veszprém, spadající pod okres Zirc. Nachází se asi 8 km jihozápadně od Zirce a asi 16 km severozápadně od Veszprému. V roce 2015 zde žilo 337 obyvatel. Dle údajů z roku 2011 tvoří 70,4 % obyvatelstva Maďaři a 10,7 % Němci, přičemž 29,6 % obyvatel se ke své národnosti nevyjádřilo.
Kromě hlavní části jsou součástí obce i osady Gyulaház, Kerteskő, Kőrisgyőr a Pénzeskút.
Sousedními obcemi jsou Bakonybél a Lókút, sousedním městem Zirc (přes osadu Akli).